# 성질 죽이기 (드라마)
《성질 죽이기》(영어: Anger Management)는 2012년부터 2014년까지 FX에서 방영한 미국의 시트콤이다. 2003년 피터 시걸이 연출한 동명 영화에 느슨하게 기초하여 텔레비전 시리즈화하였다. 브루스 헬퍼드가 기획하고, 찰리 신이 원작 영화에서 잭 니컬슨이 연기했던 역을 맡았다.

## 출연진
메인
- 찰리 신 - 찰스 "찰리" 굿선 박사 역
- 셀마 블레어 - 케이트 웨일스 박사 역
- 쇼니 스미스 - 제니퍼 굿선 역: 찰리의 전 아내.
- 다니엘라 보바디야 - 샘 굿선 역
- 노린 더울프 - 레이시 파텔 역
- 마이클 아든 - 패트릭 역
- 데릭 리처드슨 - 놀런 존슨 역
- 배리 코빈 - 에드 역
- 브라이언 오스틴 그린 - 숀 힐리 역
- 로라 벨 번디 - 조던 덴비 박사 역